# 董摶霄
董抟霄（？—1358年），字孟起，磁州人，元朝政治人物。

## 生平
董摶霄是国子学生出身，官至浙东宣慰副使。至正十一年（1351年）为济宁路总管，领兵镇压红巾军，攻下安丰路。第二年攻江南杭州、徽州。后来和脱脱丞相攻打高邮，转战泗州。红巾军毛贵攻打山东，他据守济南。官至淮南行樞密院副使兼山东宣慰使。至正十八年（1358年）在南皮战败，与弟弟董昂霄一起战死。

## 后事
死讯传至朝廷，贈董摶霄为宣忠守正保節功臣、榮祿大夫、河南行省平章政事、柱國，追封魏國公，諡忠定。

## 延伸阅读
[在维基数据编辑]
 《元史/卷188》，出自宋濂《元史》
 《新元史/卷218》，出自柯劭忞《新元史》